# The Sneaker
The Sneaker (ザ・スニーカー Za Sunīkā?) fue una revista de novelas ligeras publicada por Kadokawa Shoten entre 1993 y 2011, que estaba dirigida a jóvenes adultos. La revista serializó muchas novelas populares, incluyendo las sagas de Suzumiya Haruhi y Trinity Blood, y las adaptaciones a novela de Code Geass.